# الشرف (ذي السفال)

تعديل مصدري - تعديل

الشرف هي إحدى قرى عزلة الصفة بمديرية ذي السفال التابعة لمحافظة إب، بلغ تعداد سكانها 587 نسمة حسب تعداد اليمن لعام 2004.